# Pulvinaria enkianthi
Pulvinaria enkianthi är en insektsart som beskrevs av Takahashi 1955. Pulvinaria enkianthi ingår i släktet Pulvinaria och familjen skålsköldlöss. Inga underarter finns listade i Catalogue of Life.